# Melittia endoxantha
Melittia endoxantha là một loài bướm đêm thuộc họ Sesiidae. Nó được tìm thấy ở Mozambique và Tanzania.